# Johnny Thunders
Johnny Thunders (15 de julho de 1952 – 23 de abril de 1991), pseudônimo de John Anthony Genzale Jr., foi um guitarrista, vocalista e compositor estadunidense de rock and roll/punk rock.
Ele foi bastante conhecido no começo dos anos 1970, por ser guitarrista da banda nova-iorquina The New York Dolls. Mais tarde, tornou-se integrante dos The Heartbreakers e, posteriormente, artista solo.

## Carreira
Formou, em 1971, a banda New York Dolls, uma das bandas que influenciou o movimento punk e, principalmente, o estilo glam rock, na qual participava como guitarrista solo e, em algumas canções, como vocalista. Com eles, lançou dois álbuns: "The New York Dolls" e "Too Much Too Soon", que apesar de muito elogiados pelos críticos e fãs de rock and roll, não foram um sucesso comercial.
Após sair dos Dolls, formou a banda Johnny Thunders & The Heartbreakers, ao lado do amigo Jerry Nolan (baterista que também havia tocado no New York Dolls), Richard Hell (ex-baixista do Television, que pouco tempo depois, saiu para formar o Richard Hell and the Voidoids, sendo então substituído por Billy Rath), e também Walter Lure, que havia sido incorporado à banda após a primeira apresentação.
Em turnê pela América e Inglaterra, os Heartbreakers lançaram o álbum "L.A.M.F" e se mudaram para Inglaterra, obtendo bastante fama na cena inglesa e mundial do punk rock.
Após o fim do Heartbreakers, já no final de 1979, Johnny Thunders e Wayne Kramer (do MC5) montaram a banda Gang War, que também tinha em sua formação John Morgan e Ron Cooke. Eles gravaram algumas demos e fizeram alguns shows, mas a banda não vingaria.
Já em carreira solo e também no meio de muitas drogas, principalmente heroína, Johnny Thunders gravou demos e álbuns, como "So Alone" (de 1978). Conheceu o famigerado Sid Vicious, baixista do Sex Pistols, e junto com ele, tocou por pouco tempo em uma banda chamada Living Dead.
Durante os anos 1980, Johnny juntou-se novamente aos Heartbreakers para fazer várias turnês. Gravaram o seu último álbum em 1984.
Um ano depois, novamente em carreira solo, lançou "Que Sera Sera". Em 1988, gravou um álbum de covers de R&B com a vocalista Patti Palladin. Com o atual baixista do New York Dolls, o ex-Hanoi Rocks Sami Yaffa, e com o amigo Jerry Nolan, Thunders se apresentou em shows pela Finlândia.
Durante uma viagem à Inglaterra, juntou-se com Dee Dee Ramone (dos Ramones) e Stiv Bators (dos Dead Boys) e montou uma banda, conhecida como Whores of Babylon. Eles ensaiaram e tentaram gravar um álbum, porém Johnny estava tendo sérios problemas com drogas, tanto que roubou um casaco de Dee Dee para trocar por heroína. O lendário baixista dos Ramones ficou furioso e, segundo o livro "Please Kill Me, Uma História Sem Censura do Punk" de Legs McNeil, arrebentou a guitarra de Thunders, que era o seu único bem material. Mais tarde, já nos EUA, Johnny retribuiria o desaforo quebrando uma caneca de cerveja na cabeça de Dee Dee. Sendo assim, o projeto da banda acabou.
No final dos anos 1980, juntou-se ao The Oddballs e voltou a fazer excursões. Apesar de longe de seu auge como nos anos 1970, sua carreira passava por um momento relativamente bom.
Seu último registro em estúdio foi uma regravação de "Born To Lose", em 1991, com a banda punk alemã Die Toten Hosen, feita apenas um dia antes de sua morte.

## Morte
Johnny Thunders morreu em Nova Orleans, em abril de 1991. Sua morte tem ligações com drogas, mas as circunstâncias nunca foram esclarecidas, sendo considerada até hoje um mistério. Há controvérsias sobre o que aconteceu. Seu corpo foi encontrado em uma posição incomum, dobrado em forma de U, debaixo de uma mesa do seu quarto de hotel.
Muitos dos seus pertences haviam sido roubados. Amigos e familiares dizem que Johnny não usava heroína já há algum tempo e, de fato, sua autópsia não revelou uma quantidade significativa de droga para provocar morte. Uma das versões mais conhecidas envolve traficantes que teriam lhe vendido LSD afirmando ser cocaína. De concreto, sabe-se que ele estava num avançado processo de leucemia e já bem próximo da morte, o que explica o declínio drástico de sua aparência nos últimos meses de vida. Além disso, suspeita-se que ele havia contraído AIDS.

## Discografia

### Com o New York Dolls
Álbuns de Estúdio
- New York Dolls - (1973)
- Too Much Too Soon - (1974)

Álbuns ao vivo
- Red Patent Leather - (1984)

### Em carreira solo
Álbuns de Estúdio
- So Alone - (1978)
- Diary of a Lover - (1982)
- In Cold Blood - (1983)
- Hurt Me - (1984)
- Que Sera Sera - (1985)
- Copy Cats - (1988)

Álbuns ao vivo (e compilações oficiais)
- The New Too Much Junkie Business - (1983)
- Stations of the Cross - (1987)
- Bootlegging the Bootleggers - (1990)
- Live in Japan - (1991)
- Have Faith - (1992)
- Saddest Vacation Act. 1 - (1993)
- Saddest Vacation Act. 2 - (1993)
- Chinese Rocks: The Ultimate Thunders Live Collection - (1993)
- Add Water & Stir - (1994)
- Stations of the Cross (Revisited) - (1994)
- The Studio Bootlegs - (1996)
- Belfast Rocks - (1997)
- Born Too Loose: The Best Of Johnny Thunders - (1999)
- Live at Leeds - (1999)
- Play with Fire - (2000)
- Endless Party - (2000)
- Panic on the Sunset Strip - (2000)
- Live & Wasted: Unplugged 1990 - (2001)
- Eve of Destruction - (2005)

Singles e EP's oficiais
- "Dead or Alive" 7" - (1978)
- "You Can't Put Your Arms Around a Memory" 7" & 12" - (1978)
- "Twist And Shout/Boys" 7" live at Max's with Jimi LaLumia & The Psychotic Frogs-(1981)
- "In Cold Blood" 7" - (1983)
- "Hurt Me" 7" - (1984)
- "Crawfish 7" & 12" - (1985)
- "Que Sera Sera (Whatever Will Be Will Be)" 7" & 12" - (1988)

Bootlegs (não oficiais)
- Hey Man Where Is My Guitar (1983)
- Pipeline (1983)
- So All Alone (1983)
- Wanted: Dead or Alive Reward $10 (1983)
- Cosa Nostra Never Sleeps (1984) Gravado em junho de 1983, no Folkets Park, em Södertälje, Suíça.
- Play with Fire (1984)
- There's a Little Bit of Whore in Every Girl (1984)
- Schneckentaenze (1985)
- Lucky Strikes Back (1987) Gravado no Nihon Seinenkan, em Tóquio, Japão, no dia 8 de julho de 1986.
- Diary of a Gypsy Lover (1996) Contém material restante de quatro diferentes álbuns: faixas alternativas tiradas do álbum In Cold Blood (faixas 1-6); faixas lançadas oficialmente como singles japoneses (7-9); material tirado do álbum "Live at The Rat", gravado no ano de 1983, em Boston (10-15); e material de um programa na rádio, datado de 1991 (16-23).
- Johnny on the Rocks (1996)
- Live Crisis (1996)
- Fuck Off Marquee (1997)
- Countdown Love (Demos & Unreleased Live) (1999)
- The Party Ain't Over Yet (2005)

Bootlegs, singles e EPs (não oficiais)
- Proud to Be Pirate EP (1983)
- Ain't Superstitious 7" (1987)
- Critic's Choice 7" (1992)
- Daddy Rollin' Stone 7" (1996)
- Life Goes On 7" (1996)
- Countdown Love 7" (1997)
- The Fireball EP (1999)
- The Thunderbolt EP (1999)
- It's Great When You're Straight, Yeah EP (2000)
- The Reign 7" Zippered up heart (gravado em 1967) - (Norton Records 2000)